# Werner Nekes
Werner Nekes (* 29. April 1944 in Erfurt; † 22. Januar 2017 in Mülheim an der Ruhr) war ein deutscher Filmregisseur und Sammler historischer optischer Objekte.

## Leben und Werk
Werner Nekes wuchs in Oberhausen auf und ging dort und in Mülheim (Ruhr) zur Schule. Er studierte ab 1963 Sprachwissenschaft und Psychologie in Freiburg und Bonn, wo er einen studentischen Filmclub leitete. Ab 1965 begann er mit 8-mm-, dann mit 16-mm-Film erste Experimentalfilme zu drehen. Er lernte die damals noch malende Dore O. kennen, sie zogen nach Hamburg und heirateten 1967. Dore O. war an den meisten seiner Filme v. a. als Darstellerin beteiligt und begann auch eigene Experimentalfilme zu drehen. Mit Franz Winzentsen, Helmut Herbst, Thomas Struck, Klaus Wyborny und Heinz Emigholz gründeten sie die Filmmacher-Cooperative Hamburg.
1968 erhielt sein 10-minütiger Kurzfilm schwarzhuhnbraunhuhnschwarzhuhnweißhuhnrothuhnweiß oder put-putt den Internationalen Filmpreis in São Paulo. 1969 erhielt er einen Bambi für sein bisheriges Werk und im Folgejahr das Filmband in Silber für jüm-jüm (1967). Im Jahr 1972 wurden Filme von Werner Nekes auf der Documenta 5 in Kassel in der Abteilung „Filmschau: New European Cinema“ gezeigt.
1980 drehte er mit Uliisses seinen ersten Langfilm. 1986 entstand Nekes’ bis heute bekanntester Film, die Schlagerfilm-Parodie Johnny Flash mit Helge Schneider als aufsteigendem Schlagerstar in der Hauptrolle. Christoph Schlingensief war als Aufnahmeleiter, Kamera-Assistent und Darsteller beteiligt. Sie hatten sich 1982 kennengelernt. Beide lehrten an der Hochschule für Gestaltung in Offenbach (1982–1984). Anfang der 70er Jahre hatte Nekes schon einmal eine Professur für Experimentalfilm an der Hochschule für bildende Künste Hamburg (1970–1972). Werner Nekes war von 1990 bis 1996 Professor an der Kunsthochschule für Medien Köln.
2009 wurde Werner Nekes in die Klasse der Künste der Nordrhein-Westfälischen Akademie der Wissenschaften und der Künste aufgenommen.
Werner Nekes lebte zuletzt in Mülheim an der Ruhr.
Die Filmemacherin Ulrike Pfeiffer drehte 2016 den Dokumentarfilm Werner Nekes. Das Leben zwischen den Bildern, der am 16. Februar 2017 im Rahmen einer Gedenkveranstaltung für Nekes während der Berlinale uraufgeführt wurde.

## Sammlung
Nekes sammelte alles, was mit der Vorgeschichte des Films zu tun hat, wie optische Spielzeuge, Laternae magicae, Panoptiken und vieles mehr, deren Techniken er auch in seinen Filmen verwendete. So trug er im Laufe der Jahre eine umfangreiche Sammlung von internationaler Bedeutung zusammen, die mehrfach ausgestellt sowie in Büchern, der Fernsehserie Media Magica (1996) und in Nekes’ Dokumentarfilm Was geschah wirklich zwischen den Bildern? (1985) dokumentiert wurde.
Versuche, diese Sammlung in einer Dauerausstellung zu präsentieren, scheiterten zu seinen Lebzeiten. Ein Projekt sah etwa vor, die Sammlung in einem ausgedienten Wasserturm auf dem Gelände der ehemaligen Landesgartenschau in Mülheim zu zeigen. In dem Turm befindet sich seit 1992 eine Camera obscura.
2020 wurde die Sammlung mit rund 25.000 Objekten zur Geschichte der visuellen Künste und des Sehens von der Theaterwissenschaftlichen Sammlung der Universität zu Köln, dem DFF – Deutsches Filminstitut & Filmmuseum in Frankfurt am Main und dem Filmmuseum Potsdam gemeinsam angekauft mit dem Ziel, sie gemeinsam zu erschließen und der Öffentlichkeit zugänglich zu machen.

## Filmografie (Auswahl)
- 1967: jüm-jüm
- 1968: schwarzhuhnbraunhuhnschwarzhuhnweißhuhnrothuhnweiß oder put-putt
- 1973: Diwan
- 1976: Lagado
- 1978: Mirador
- 1979: Hurrycan
- 1982: Uliisses[11]
- 1985: Was geschah wirklich zwischen den Bildern?
- 1986: Johnny Flash
- 1991: Candida
- 1997: Der Tag des Malers

## Auszeichnungen
- 1969: Bambi für das Gesamtschaffen
- 1970: Filmband in Silber für jüm-jüm
- 1972: Spezialpreis auf dem IFF Mannheim für T-WO-MEN
- 1974: Ruhrpreis für Kunst und Wissenschaft
- 1975: Filmband in Silber für hynningen
- 1981: Preis der deutschen Filmkritik für Beuys
- 1984: Deutscher Kritikerpreis für Uliisses
- 2014: Helen Hill Award